# Nikifore Krylov

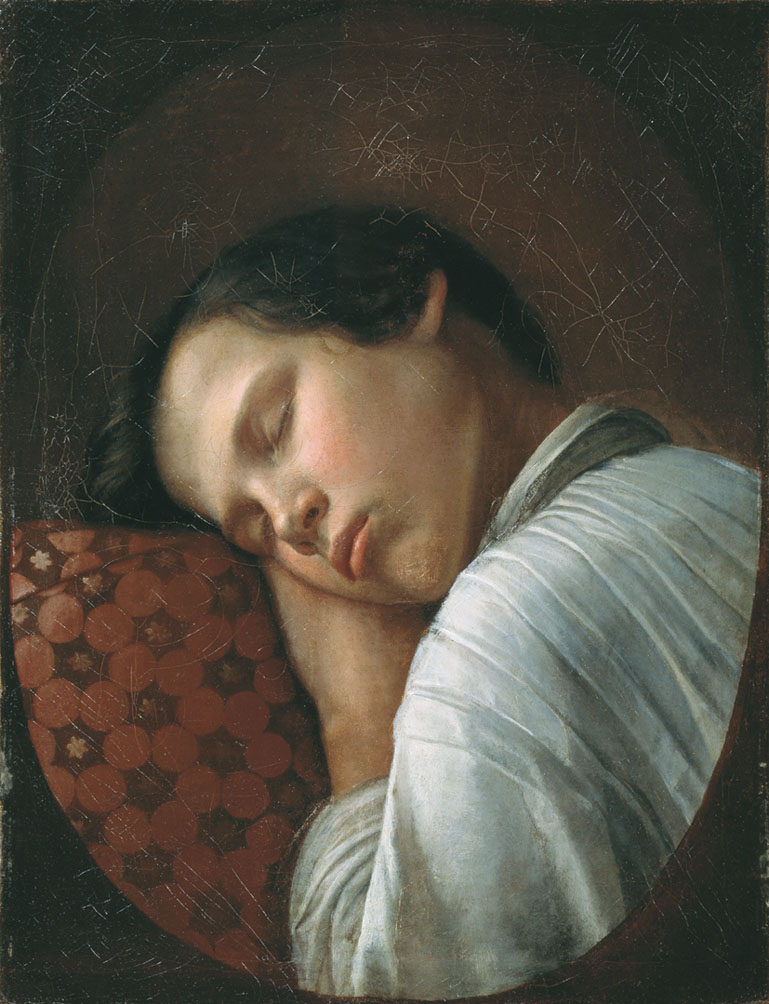
Nicéphore Krylov. Garçon dormant (1824)

Nikifore Krylov (en russe : Никифор Степанович Крылов ; né en 1802 à Kaliazine et mort en 1831 à Saint-Pétersbourg dans l'Empire russe) est un peintre russe.
Krylov travaille dans un artel des peintres itinérants. En 1824, il rencontre Alexeï Venetsianov qui l'invite à étudier à Saint-Pétersbourg puis à l'école Venetsianov. Il se spécialise dans la peinture de portraits.
En dépit d'une existence brève, il exerça une influence importante sur les peintres qui suivirent. Son Paysage d'hiver (1827) et les personnages qui animent le tableau sont indubitablement russes .   
Il meurt du choléra en 1831 à l'âge de 29 ans.